# République socialiste soviétique autonome du Tadjikistan
14 octobre 1924 – 26 octobre 1929
(5 ans et 12 jours)
Entités précédentes :
- République socialiste soviétique autonome du Turkestan

Entités suivantes :
- République socialiste soviétique du Tadjikistan

La République socialiste soviétique autonome du Tadjikistan est une république autonome au sein de la RSS d'Ouzbékistan en Union soviétique. Elle est créée en octobre 1924 par une série d'actes juridiques qui ont divisé les trois entités régionales existantes en Asie centrale — la RSSA du Turkestan, la République soviétique populaire de Boukhara et la République soviétique populaire du Khorezm — en cinq nouvelles entités fondées sur des principes ethniques : la République socialiste soviétique d'Ouzbékistan, la République socialiste soviétique du Turkménistan, la République socialiste soviétique tadjike (au sein de la République socialiste soviétique d'Ouzbékistan), l'Oblast autonome kara-kirghiz (en tant que province de l'République socialiste fédérative soviétique de Russie) et l'Oblast autonome karakalpak (en tant que province de la République soviétique socialiste autonome kazakhe).
La capitale de la RSSA du Tadjikistan se trouve à Douchanbé. En octobre 1929, à l'initiative de Chirіncho Chotemor (en), la RSSA du Tadjikistan est transformée en une République socialiste soviétique à part entière et est devenue la RSS du Tadjikistan, qui a également absorbé la région de Khodjent (l'actuelle province de Sughd dans le nord du Tadjikistan) de la RSS d'Ouzbékistan. La capitale Douchanbé est rebaptisée Stalinabad en l'honneur de Joseph Staline.
Comme dans les autres républiques socialistes soviétiques, les processus d'industrialisation et de collectivisation commencent en 1927 et se sont poursuivis jusqu'à la fin des années 1930. La terreur est alors souvent utilisée pour contraindre les agriculteurs à la collectivisation forcée, ce qui entraîne une résistance antigouvernementale dans les années 1930 à 1936. Les purges staliniennes touchent de nombreux membres du Parti communiste du Tadjikistan, ce qui conduit à l'élimination d'environ 10 000 personnes (environ 70 % des membres du parti). La population du Tadjikistan souffre également de délocalisations forcées : dans les années 1950-1960, les habitants des régions montagneuses du pays sont déplacés vers les centres urbains où la main-d'œuvre est nécessaire, tandis qu'en 1951-1952, 3 000 Basmachis sont déplacés en Sibérie.